# Thomas Caverhill Jerdon
Thomas Caverhill Jerdon est un médecin, un botaniste et un zoologiste britannique, né le 12 octobre 1811 à Durham et mort le 12 juin 1872.

## Biographie
Il étudie la médecine à l’université d’Édimbourg et devient chirurgien-assistant à la Compagnie anglaise des Indes orientales en Inde, puis chirurgien-chef dans le régiment de Madras.
Jerdon commence à collectionner des oiseaux dès son arrivée en Inde. Il fait parvenir ses collections à William Jardine (1800-1874) pour qu'il les identifie, mais elles sont ravagées par des insectes et Jardine refuse de les recevoir par peur de contaminer ses propres collections.
Jerdon décide alors de réaliser lui-même le travail de détermination et fait paraître, en 1839-1840, A Catalogue of the Birds of the Indian Peninsula dans la revue Madras Journal of Literature and Science de la Madras Literary Society. Il y décrit 420 espèces et double ainsi le nombre de celles décrites par William Henry Sykes (1790-1872).
L’œuvre la plus importante de Jerdon est The Birds of India (1862-1864) dans lequel il décrit plus de 1 000 espèces. Il fait également paraître Illustrations of Indian Ornithology (1844), The Game Birds and Wildfowl of India (1864) et Mammals of India (1874).
Il ne s’intéresse pas qu’aux oiseaux mais aussi aux végétaux, aux fourmis, aux amphibiens, aux reptiles et aux mammifères. Il est l’instigateur de la série Fauna of British India.